# 任天堂点数
任天堂点数（Nintendo Points）是任天堂在Wii的Wii商店频道和任天堂DSi的DSi商店上使用的货币。顾客可通过网上信用卡交易购买点数，或是在零售店购买任天堂点卡。
任天堂点数最初名为Wii点数，随着任天堂DSi及其下载服务的引入，他们改名并以任天堂点卡为新面额分配。所任天堂点数必须转为Wii点数或任天堂DSi点数使用，一种点数只能用于一个平台。然而部分地区的Wii点卡仍能转为任天堂点卡。
现时任天堂3DS和Wii U所用的任天堂eShop不支持任天堂点数货币系统，而最终Wii和任天堂DSi完全过时时，任天堂的现实货币系统将成为标准。在日本，Wii和任天堂DSi商店已经转换为任天堂eShop所用的新货币系统。而至于Wii U，任天堂目前通过可访问原Wii商店频道的Wii模式，对任天堂点数提供遗留支持。
神游科技在中国大陆地区推出行货版DSi时，也推出了含有“iQue点数”的“iQue点卡”作为“iQue创软”（神游版DSi ware）的消费货币。不过由于神游之后的行货版3DS XL没有电子商店，故该点数只能在iQue DSi上使用。